# 新沙洞
新沙洞（シンサドン、朝:신사동）はソウル特別市江南区にある法定洞または行政洞である。この文書は、行政洞新沙洞を中心に記述する。
新沙洞は狎鴎亭洞、論峴1洞、論峴2洞、瑞草区蚕院洞と接しており、川を渡る龍山区漢南洞、城東区玉水洞とも境界を成している。

## 地名の由来
漢江辺の自然部落の名前である新村（セマル）と沙平（サピョン）里にちなんでつけられた。

## 歴史
朝鮮時代 - 京畿道広州郡楊州面新村（セマル）、沙平（サピョン）里
1963年1月1日 - 広州郡彦州面新沙里がソウル特別市に編入。
1970年5月18日 - 新沙里が新沙洞に改称。
1973年7月1日 - ソウル市城東区永東支所の管轄となる。
1975年10月1日 - 新沙洞が江南区の一部となる。
1977年9月1日 - 江南区新沙洞から論峴洞が分洞される。
1980年7月1日 - 江南区新沙洞から狎鴎亭洞が分洞される。

## 特徴
江南の関門として流動人口が多い。ラミアンアパート、新城アパートなどのアパート、そして多数の一戸建て住宅と連立が密集しており、近隣の狎鴎亭洞に現代百貨店やギャラリア百貨店などの商店街が形成されている。漢江市民公園がある。江南区の西端が新沙洞490番地である。

## 鉄道
ソウル地下鉄3号線狎鴎亭駅、新沙駅